# Tsuchiya Masatsugu

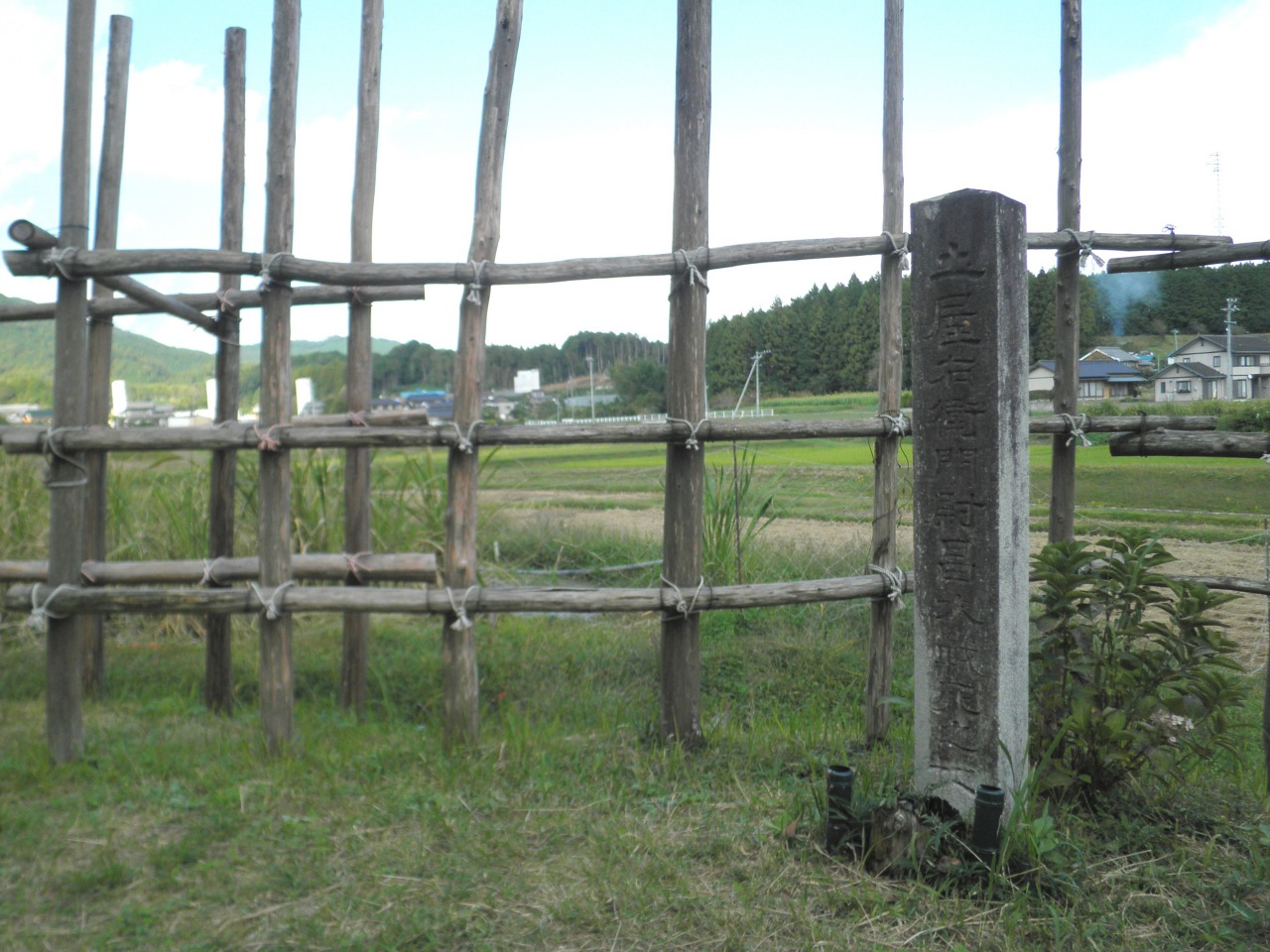
De plaats waar Tsuchiya Masatsugu omkwam

Tsuchiya Masatsugu (Japans: 土屋昌次) (1544 - Nagashino, 9 juli 1575) was een samoerai uit de late Sengoku-periode. Hij verwierf faam als een van de Vierentwintig generaals van Takeda Shingen.
Tsuchiya vocht te Mikatagahara en stierf te Nagashino; zijn zonen volgden Takeda Katsuyori tot diens dood te Temmokuzan in 1582.

Akiyama Nobutomo · Amari Torayasu · Anayama Nobukimi · Baba Nobuharu · Hara Masatane · Hara Toratane · Ichijo Nobutatsu · Itagaki Nobukata · Kosaka Masanobu · Naito Masatoyo · Obata Masamori · Obata Toramori · Obu Toramasa · Oyamada Nobushige · Saigusa Moritomo · Sanada Nobutsuna · Sanada Yukitaka · Tada Mitsuyori · Takeda Nobukado · Takeda Nobushige · Tsuchiya Masatsugu · Yamagata Masakage · Yamamoto Kansuke · Yokota Takatoshi